# Propaganda Man
Propaganda Man is het zesde muziekalbum van de Schot Ray Wilson. Wilson was ooit de zanger van Stiltskin, maar werd daarna gevraagd om qua zang Phil Collins op te volgen bij Genesis. Na slechts een album Calling All Stations hield Genesis ermee op, mede aangegeven doordat de meeste fans de overgang te groot vonden. Na die tijd verdeelde Wilson de aandacht tussen soloalbums, albums met Stiltskin en albums die hij wijdde aan muziek van Genesis. Propaganda Man is een album uit de eerste categorie. Wat direct opvalt is dat zijn stem sinds zijn tijd met Genesis nauwelijks iets gewijzigd is. Ook zijn stijl van componeren is sinds die tijd nauwelijks aangepast, alleen is zij wat ruwer geworden.
Het album werd eerst via zijn eigen website en tijdens concerten verkocht; in 2009 volgde een officiële release via Sandport Ltd., het eigen platenlabel van Wilson, die zonder platencontract zit. Nir Z speelde mee tijdens de toer behorende bij Calling all stations.

## Musici
- Ray Wilson - zang, gitaar en mondorgel
- Ali Ferguson – eerste gitaar en achtergrondzang
- Lawrie MacMillan – basgitaar en achtergrondzang
- Ashley MacMillan – slagwerk en percussie

## Aanvullend personeel
- Graeme Hughes - gitaar op "Things don't stop"
- Scott Spence - aanvullend gitaar op "Bless me", "Progaganda Man", en "Cosmic baby" - gitaar op "Modern day miracle"
- Kim McLelland - piano op "Razorlite" en orgel op "Modern day miracle", "The brakes are gone", "Propaganda Man" en "Frequency"
- David Archibald - piano op "The brakes are gone" en "Frequency"
- Gregor Lowrey – accordeon op "Modern day miracle" en "The brakes are gone"
- Tesiree Priti Kaitesi - zang op "Bless me" en "Propaganda Man"
- Alvin Mills - basgitaar op "Bless me"
- Uwe Metzler - gitaar op "Bless me"
- Nir Z - drums op "Bless me"

## Muziek
| Nr. | Titel                                 | Duur |
| --- | ------------------------------------- | ---- |
| 1.  | Bless me (Wilson)                     | 6:23 |
| 2.  | Lately (Wilson)                       | 3:33 |
| 3.  | The brakes are gone (Wilson)          | 4:08 |
| 4.  | Razorlite (Wilson)                    | 3:11 |
| 5.  | Propaganda Man (Wilson)               | 3:56 |
| 6.  | Frequency (Wilson en Ferguson)        | 5:23 |
| 7.  | Modern day miracle (Wilson en Spence) | 2:55 |
| 8.  | Cosmic baby (Wilson, Spence)          | 4:23 |
| 9.  | Things don't stop (Wilson en Hughes)  | 4:54 |
| 10. | More propaganda (Wilson)              | 2:24 |
| 11. | On the other side (Wilson en Spence)  | 3:20 |

## Productie
- "Things don't stop" geproduceerd door Graeme Hughes
- "Bless me" geproduceerd door Peter Hoff
- Aanvullende productie "Propaganda Man" door Scott Spence
- "More propaganda" en "On the other side" opgenomen in MM Studio te Poznań Polen, van de rest ontbreken de gegevens.